# Tema dels Optimats
El tema dels Optimats (grec medieval: θέμα Ὀπτιμάτων, Thema Optimàton) fou un tema de l'Imperi Romà d'Orient entre mitjans del segle viii i la seva conquesta pels otomans al segle xiv. El seu nom deriva dels Optimats, una unitat militar d'elit formada cap al 575 per l'emperador Tiberi II. Segons l'Estratègicon de Maurici, els Optimats eren originalment un regiment de federats, probablement d'orígens gòtics. Al segle vii eren un cos d'elit de fins a 5.000 homes. Cap al segle viii, tanmateix, es convertiren en un cos d'abastament i logística i foren destinats a la regió del nord-oest d'Anatòlia, que fou anomenada en referència a ells.